# Ронни Ю
Юй Жэньта́й (кит. 于仁泰, пиньинь Yú Réntài; род. 1950, Гонконг), также известный под американизированным именем Ронни Ю (англ. Ronny Yu) — гонконгский и американский кинорежиссёр, сценарист и продюсер. Работает одновременно в Гонконге, Китае и США. Известен как автор фильмов в жанрах ужасов, триллера, боевика и пр.

## Биография
В 9-месячном возрасте он заболел полиомиелитом, в результате чего он был вынужден проходить длительный реабилитационый период в изоляции от сверстников. Не имея полноценного детства, проводя много времени в одиночестве он научился фантазировать и придумывать различные собственные фантастические миры. С возрастом, пустоту общения стал заполнять кинематограф, в который он полностью погружался, представляя себя героем фильмов. Фантазии и увлечения с течением жизни и переросли в его профессию — режиссёр.
Тем не менее он был просто ребёнком в традиционной китайской семье, был вынужден продолжить семейный бизнес. Он поступил и окончил Университет Огайо, получив степень магистра экономики.
Вскоре после окончания университета, в судьбе Ронни происходит знаковое событие: его друг лейтенант полиции и, впоследствии актёр Филипп Чан убеждает его написать историю о своей работе, основанную на профессиональном опыте Филиппа. Так, молодой Ронни, пользуясь случаем, самоучкой написал сценарий, по которому был поставлен фильм. После этого своё будущее предназначение Ронни видел только в кинематографе, тем более, что вышедший фильм имел в Гонконге большой успех.
1980-е годы были успешными для молодого режиссёра. Он срежиссировал и спродюсировал несколько фильмов, также имевших успех в Гонконге. А в 1993 году его фильм «Невеста с белыми волосами» (англ. The Bride With White Hair) (Bai fa mo nu zhuan) окончательно утвердил своеобразный стиль написания сценария и постановки. Фильм стал событием лета Гонконга и Тайваня, получив приз на кинофестивале «Golden Horse» (1993), а впоследствии также с большим успехом был показан в США и Европе, получив признание критиков и завоевав призы на Gérardmer Film Festival (гран-при, 1994), фестивале фантастических фильмов Fantafestival («лучший фильм», 1994) и др.
В 1995 году выходит его ставший всемирно известным фильм «Любовница призрака» (англ. The Phantom Lover/Ye ban ge sheng), основанный на сюжете «Призрака оперы», используя китайскую музыку начала XX века.
Окрыленный успехом двух своих фильмов в США, Ронни Ю начинает свою карьеру в Голливуде. Сняв хоррор-франшизы в своем уникальном стиле повествования и режиссуры, он завоевал славу у западной аудитории в жанре фильмов ужасов. Это были фильмы «Невеста Чаки» «(англ. Bride of Chucky)» (1998), «Фредди против Джейсона» (англ. Freddy vs. Jason) (2003) и другие.
Не ограничивая себя в рамках одного жанра, в 2005 году Ронни Ю поставил известный фильм, основанный на реальных событиях жизни мастера ушу Хо Юаньцзя — драму «Бесстрашный» (англ. Fearless).
В нескольких фильмах, снятых в Гонконге, другими режиссёрами, Ронни Ю принял участие как актёр, снявшись в эпизодических ролях.

## Избранная фильмография
| 1982 | Почтальон наносит ответный удар | Да  | Нет | Да  |
| 1986 | Подставленный                   | Да  | Нет | Нет |
| 1993 | Невеста с белыми волосами       | Да  | Да  | Да  |
| 1993 | Невеста с белыми волосами 2     | Нет | Да  | Да  |
| 1995 | Призрачный любовник             | Да  | Нет | Да  |
| 1997 | Воины чести                     | Да  | Да  | Нет |
| 1998 | Невеста Чаки                    | Да  | Нет | Нет |
| 2001 | Формула 51 (51-й штат)          | Да  | Нет | Нет |
| 2003 | Фредди против Джейсона          | Да  | Нет | Нет |
| 2006 | Бесстрашный                     | Да  | Да  | Нет |
| 2013 | Спасая Генерала Яна             | Да  | Нет | Нет |

Более полный перечень фильмов Ронни Ю имеется в англоязычной Википедии.

## Номинации и награды
Номинации на Hong Kong Film Awards (Гонконг)
(обе в категории «Лучший фильм»)
- 1989 — номинация в категории «Лучший фильм» за ленту «Разговор цыплёнка с уткой» (雞同鴨講, ютпхин: Gai tung aap gong, 1988)[4]
- 2007 — то же за фильм «Бесстрашный» (霍元甲, ютпхин: Fok Jyun-gaap, 2006)[5]

Тайбэйский кинофестиваль Golden Horse (Тайвань)
- 1993 — Приз в категории «Лучший сценарий экранизации» за фильм «Невеста с белыми волосами»?! (白髮魔女傳, пиньинь: Báifà mónǚ zhuàn, 1993, по одноимённому роману Лян Юйшэна)[6]

Международный фестиваль фантастических фильмов в Жерармере (Франция)
- 1994 — гран-при фестиваля за фильм «Невеста с белыми волосами»
- 1999 — специальный приз жюри за фильм «Невеста Чаки» (разделен с «Мудростью крокодилов» Лён Поучи)[7]